# نغت مشرقي
النغت المشرقي نوع نباتي شجري يتبع جنس النغت من الفصيلة القضبانية (باللاتينية: Betulaceae) في رتبة البلوطيات من ثنائيات الفلقة من النباتات المزهرة.

## البيئة والانتشار
موطنه جبال غرب المشرق العربي وجزيرة قبرص وجنوب تركيا. ينتشر في المناطق الرطبة في الأقطار الشامية الأربعة. موطنها بلاد الشام وتركيا والبلقان وإيطاليا.

## الوصف النباتي لهذا الجنس
النبات شجري. البراعم حرشفية ذات عنق في غالب الأحيان، الأوراق بسيطة ذات عنق متساقطة متبادلة منشارية أو مسننة ونادرا كاملة الإزهار وحيدة الجنس بشكل نورات زهرية أحادية المسكن وتظهر الأزهار قبل الأوراق. الثمار متعددة الوجوه منضغطة لها جناح، مجتمعة بشكل مخروط بيضي الشكل قصير وله حراشف خشبية سميكة ودائمة تحمل كل حرشفة في قاعدتها من الداخل ثمرتين، تنضج الثمار خلال سنة واحدة.